# Lista de prefeitos de Altinópolis
Esta é a lista de prefeitos e vice-prefeitos do município de Altinópolis, no Estado de São Paulo.
| Nº | Nome                                                   | Imagem                                           | Partido                                          | Vice-prefeito                               | Início do mandato       | Fim do mandato                                        | Observações                                                                          |
| 1  | Capitão José Esteves Júnior                            |                                                  | Partido Republicano Paulista PRP                 | —                                           | 9 de março de 1919      | 1º de maio de 1924                                    | Intendente nomeado                                                                   |
| 2  | Manoel Joaquim Soares                                  |                                                  | Partido Republicano Paulista PRP                 | —                                           | 1º de maio de 1924      | 27 de abril de 1927                                   | Intendente nomeado                                                                   |
| 3  | Mário Josino Meirelles                                 |                                                  | Partido Republicano Paulista PRP                 | —                                           | 27 de abril de 1927     | 15 de novembro de 1928                                | Intendente nomeado                                                                   |
| 4  | Salvador Dias da Costa                                 |                                                  | Partido Republicano Paulista PRP                 | —                                           | 15 de novembro de 1928  | 21 de maio de 1930                                    | Mandato interrompido pela Revolução de 1930                                          |
| 5  | Salvador Dias da Costa                                 |                                                  | Aliança Liberal AL                               | —                                           | 21 de maio de 1930      | 4 de junho de 1941                                    | Prefeito nomeado                                                                     |
| 6  | Joaquim Ferreira                                       |                                                  | Partido Social Democrático PSD                   | —                                           | 4 de junho de 1941      | 27 de outubro de 1945                                 | Prefeito nomeado                                                                     |
| 7  | Honório Vieira de Andrade Palma                        |                                                  | Partido Democrata Cristão PDC                    | —                                           | 27 de outubro de 1945   | 14 de março de 1947                                   | Prefeito nomeado                                                                     |
| 8  | Manoel de Castro Paiva                                 |                                                  | Partido Social Progressista PSP                  | —                                           | 14 de março de 1947     | 31 de janeiro de 1951                                 | Prefeito eleito                                                                      |
| 9  | Albertino Garcia de Figueiredo                         |                                                  | Partido Social Progressista PSP                  | —                                           | 31 de janeiro de 1951   | 31 de janeiro de 1955                                 | Prefeito eleito                                                                      |
| 10 | Dr. Paulo Garcia Palma                                 |                                                  | Partido Trabalhista Nacional PTN                 | —                                           | 31 de janeiro de 1955   | 31 de janeiro de 1959                                 | Prefeito eleito                                                                      |
| 11 | Ernesto Marchiori de Campos                            |                                                  | Partido Democrata Cristão PDC                    | —                                           | 31 de janeiro de 1959   | 31 de janeiro de 1963                                 | Prefeito eleito                                                                      |
| 12 | Dr. Arsênio Agnesini                                   |                                                  | Partido Social Progressista PSP                  |                                             | 31 de janeiro de 1963   | 31 de janeiro de 1967                                 | Prefeito eleito                                                                      |
| 13 | Dr. Adhemar Vilella de Figueiredo                      |                                                  | Aliança Renovadora Nacional ARENA                |                                             | 31 de janeiro de 1967   | 15 de março de 1971                                   | Prefeito eleito                                                                      |
| 14 | Waldomiro Pereira da Silva                             |                                                  | Movimento Democrático Brasileiro MDB             | Muzetti Elias Antônio                       | 15 de março de 1971     | 10 de junho de 1972                                   | Prefeito e vice eleitos em sufrágio universal cujo titular fora cassado o mandato    |
| —  | Muzetti Elias Antônio                                  |                                                  | Movimento Democrático Brasileiro MDB             | —                                           | 10 de junho de 1972     | 20 de dezembro de 1972                                | Vice-prefeito eleito no cargo de titular                                             |
| 15 | Sebastião Alves dos Reis                               |                                                  | Aliança Renovadora Nacional ARENA                | —                                           | 20 de dezembro de 1972  | 1º de fevereiro de 1973                               | Prefeito nomeado                                                                     |
| 16 | Coimbra Damázio Zucolotto                              |                                                  | Aliança Renovadora Nacional ARENA                | —                                           | 1º de fevereiro de 1973 | 31 de janeiro de 1973                                 | Prefeito nomeado                                                                     |
| 17 | Dr. Alberto Crivelenti (1917–23.12.1976)               |                                                  | Aliança Renovadora Nacional ARENA                | Celso Vicentini Zucolotto                   | 31 de janeiro de 1973   | 23 de dezembro de 1976                                | Prefeito e vice eleitos em sufrágio universal cujo titular faleceu durante o mandato |
| —  | Celso Vicentini Zucolotto                              |                                                  | Aliança Renovadora Nacional ARENA                | —                                           | 24 de dezembro de 1976  | 1º de fevereiro de 1977                               | Vice-prefeito eleito no cargo de titular                                             |
| 18 | Dr. Pio Antunes de Figueiredo Júnior                   |                                                  | Movimento Democrático Brasileiro MDB             |                                             | 1º de fevereiro de 1977 | 31 de janeiro de 1983                                 | Prefeito eleito                                                                      |
| 19 | Celso Vicentini Zucolotto                              |                                                  | Partido Democrático Social PDS                   |                                             | 1º de fevereiro de 1983 | 31 de dezembro de 1988                                | Prefeito eleito                                                                      |
| 20 | Dr. Pio Antunes de Figueiredo Júnior                   |                                                  | Partido do Movimento Democrático Brasileiro PMDB |                                             | 1º de janeiro de 1989   | 31 de dezembro de 1992                                | Prefeito eleito                                                                      |
| 21 | Dr. Marco Ernani Hyssa Luiz                            |                                                  | Partido do Movimento Democrático Brasileiro PMDB |                                             | 1º de janeiro de 1993   | 31 de dezembro de 1996                                | Prefeito eleito                                                                      |
| 22 | Luís Valter Ferreira                                   |                                                  | Partido do Movimento Democrático Brasileiro PMDB |                                             | 1º de janeiro de 1997   | 31 de dezembro de 2000                                | Prefeito eleito                                                                      |
| 23 | Marco Ernani Hyssa Luiz, Nanão                         |                                                  | Partido do Movimento Democrático Brasileiro PMDB | José Luiz Graminha (PSDB)                   | 1º de janeiro de 2001   | 31 de dezembro de 2004                                | Prefeito e vice eleitos em sufrágio universal                                        |
| 24 | Dr. Wadis Gomes da Silva                               |                                                  | Partido Verde PV                                 | José Mário de Figueiredo Walter (PV)        | 1º de janeiro de 2005   | 31 de dezembro de 2008                                | Prefeito e vice eleitos em sufrágio universal                                        |
| 25 | Marco Ernani Hyssa Luiz, Nanão                         |                                                  | Partido do Movimento Democrático Brasileiro PMDB | Luís Valter Ferreira (PSDB)                 | 1º de janeiro de 2009   | 31 de dezembro de 2012                                | Prefeito e vice eleitos em sufrágio universal                                        |
| 25 | Marco Ernani Hyssa Luiz, Nanão                         | Roberval José de Oliveira (PSDB)                 | Partido do Movimento Democrático Brasileiro PMDB | 1º de janeiro de 2013                       | 31 de dezembro de 2016  | Prefeito reeleito e vice eleito em sufrágio universal |                                                                                      |
| 26 | José Roberto Ferracin Marques, Roberto Jrm             |                                                  | Partido Social Democrático PSD                   | Ângela Izabel Caverçan de Oliveira (PTB)    | 1º de janeiro de 2017   | 31 de dezembro de 2020                                | Prefeito e vice eleitos em sufrágio universal                                        |
| 26 | José Roberto Ferracin Marques, Roberto Jrm             | Gilberto Fiori de Oliveira, Beto da Taboca (PSD) | Partido Social Democrático PSD                   | 1° de janeiro de 2021                       | 31 de dezembro de 2024  | Prefeito reeleito, vice eleito em sufrágio universal  |                                                                                      |
| 27 | Huelder Donizete Malagutti Ferreira, Professor Huelder |                                                  | Movimento Democrático Brasileiro MDB             | Rogério Manduca, Rogério da Economia (PSDB) | 1º de janeiro de 2025   | Atualidade                                            | Prefeito e vice eleitos em sufrágio universal                                        |